# 王格 (嘉靖進士)
王格（1502年—1595年），字汝化，號少泉，湖廣安陸州京山縣人，軍籍，明朝政治人物。

## 生平
嘉靖四年（1525年）乙酉科湖廣鄉試舉人，五年（1526年）與兄王橋同登丙戌科進士。選翰林院庶吉士，授永新縣知縣，遷南京戶部主事，升員外郎，擢四川僉事，以病歸。十七年（1538年）任河南僉事，分巡河北。十八年（1539年），明世宗南幸湖廣承天府，祭拜父母陵寢，王格等人因不恭王事，違慢廢職，悉黜為民。二十四年（1545年）郊廟大赦，復章服。隆慶初，敘籍耆舊，特授太僕寺少卿致仕。萬曆二十三年（1595年）九月三日卒，時年九十四。有七子：王宗予、王宗彥、王宗教、王宗休、王宗寧、王宗楚、王宗兗。